# Röthenbach im Emmental
Röthenbach im Emmental est une commune suisse du canton de Berne, située dans l'arrondissement administratif de l'Emmental.

## Histoire
Röthenbach im Emmental fait partie du bailliage de Röthenbach de 1399 à 1529, puis du bailliage de Signau de 1529 à 1798.